# Roeien op de Olympische Zomerspelen 1968
Roeien is een van de sporten die beoefend werden tijdens de Olympische Zomerspelen 1968 in Mexico-Stad.

## Heren

### skiff
| rang   | sporter         | land | tijd    |
| ------ | --------------- | ---- | ------- |
| Goud   | Jan Wienese     | NED  | 7:47.80 |
| Zilver | Jochen Meißner  | FRG  | 7:52.00 |
| Brons  | Alberto Demiddi | ARG  | 7:57.19 |
| 4      | John Van Blom   | USA  | 8:00.51 |
| 5      | Achim Hill      | GDR  | 8:06.09 |
| 6      | Kenneth Dwan    | GBR  | 8:13.76 |
| 7      | Zdzisław Bromek | POL  | 7:38.88 |
| 8      | Niels Secher    | DEN  | 7:43.47 |

### dubbel-twee
| rang   | sporters                               | land | tijd    |
| ------ | -------------------------------------- | ---- | ------- |
| Goud   | Anatoli Sass Aleksandr Timosjinin      | URS  | 6:51.82 |
| Zilver | Leendert van Dis Harry Droog           | NED  | 6:52.80 |
| Brons  | William Maher John Nunn                | USA  | 6:54.21 |
| 4      | Atanas Sjelev Jordan Valtsjev          | BUL  | 6:58.48 |
| 5      | Hans-Ulrich Schmied Manfred Haake      | GDR  | 7:04.92 |
| 6      | Wolfgang Glock Udo Hild                | FRG  | 7:12.20 |
| 7      | Harri Klein Edgard Gijsen              | BRA  | 7:04.13 |
| 8      | Alexandru Aposteanu Octavian Pavelescu | ROU  | 7:08.27 |

### twee-zonder-stuurman
| rang   | sporters                          | land | tijd      |
| ------ | --------------------------------- | ---- | --------- |
| Goud   | Jörg Lucke Heinz-Jürgen Bothe     | GDR  | 7:26.56   |
| Zilver | Lawrence Hough Philip Johnson     | USA  | 7:26.71   |
| Brons  | Peter Christiansen Ib Ivan Larsen | DEN  | 7:31.84   |
| 4      | Dieter Ebner Dieter Losert        | AUT  | 7:41.80   |
| 5      | Fred Rüssli Wemer Zwimpfer        | SUI  | 7:46.79   |
| 6      | Roel Luijnenburg Ruud Stokvis     | NED  | geen tijd |
| 7      | David Ramage Paul Guest           | AUS  | 7:19.49   |
| 8      | Alfons Ślusarski Jerzy Broniec    | POL  | 7:22.89   |

### twee-met-stuurman
| rang   | sporters                                                        | land | tijd    |
| ------ | --------------------------------------------------------------- | ---- | ------- |
| Goud   | Primo Baran Renzo Sambo Bruno Cipolla (stuurman)                | ITA  | 8:04.81 |
| Zilver | Herman Suselbeek Hadriaan van Nes Rody Rijnders (stuurman)      | NED  | 8:06.80 |
| Brons  | Jørn Krab Harry Jørgensen Preben Krab (stuurman)                | DEN  | 8:08.07 |
| 4      | Helmut Wollmann Wolfgang Gunkel Klaus-Dieter Neubert (stuurman) | GDR  | 8:08.22 |
| 5      | William Hobbs Richard Edmunds Stewart MacDonald (stuurman)      | USA  | 8:12.60 |
| 6      | Bernhard Hiesinger Rolf Hartung Lutz Benter (stuurman)          | FRG  | 8:41.51 |
| 7      | Urs Fankhauser Urs Bitterli Beat Wirz (stuurman)                | SUI  | 7:57.21 |
| 8      | Georgi Atanasov Georgi Nikolov Veselin Stajevski (stuurman)     | BUL  | 7:58.10 |

### vier-zonder-stuurman
| rang   | sporters                                                               | land | tijd    |
| ------ | ---------------------------------------------------------------------- | ---- | ------- |
| Goud   | Frank Forberger Dieter Grahn Frank Rühle Dieter Schubert               | GDR  | 6:39.18 |
| Zilver | Zoltán Melis György Sarlós József Csermely Antal Melis                 | HUN  | 6:41.64 |
| Brons  | Renato Bosatta Tullio Baraglia Pier Angelo Conti Manzini Abramo Albini | ITA  | 6:44.01 |
| 4      | Roland Altenburger Nicolas Noel Gobet Franz Rentsch Alfred Meister     | SUI  | 6:45.78 |
| 5      | Peter Raymond Raymond Wright Charles Hamlin Lawrence Terry             | USA  | 6:47.70 |
| 6      | Thomas Hitzbleck Manfred Weinreich Volkhart Buchter Jochen Heck        | FRG  | 7:08.22 |
| 7      | Pavel Cichi Dumitru Ivanov Emanoil Stratan Anton Chirlacopschi         | ROU  | 6:50.13 |
| 8      | David Trejo Jesús Toscano Arcadio Padilla Roberto Retolaza             | MEX  | 6:53.21 |

### vier-met-stuurman
| rang   | sporters                                                                                   | land | tijd    |
| ------ | ------------------------------------------------------------------------------------------ | ---- | ------- |
| Goud   | Dick Joyce Ross Collinge Dudley Storey Warren Cole Simon Dickie (stuurman)                 | NZL  | 6:45.62 |
| Zilver | Peter Kremtz Manfred Gelpke Roland Göhler Klaus Jacob Dieter Semetzky (stuurman)           | GDR  | 6:48.20 |
| Brons  | Denis Oswald Hugo Waser Peter Bolliger Jakob Grob Gottlieb Fröhlich (stuurman)             | SUI  | 6:49.04 |
| 4      | Romano Sgheiz Emilio Trivini Giuseppe Galante Luciano Sgheiz Mariano Gottifredi (stuurman) | ITA  | 6:49.54 |
| 5      | Luther Jones William Purdy Anthony Martin Gardiner Cadwalader John Hartigan (stuurman)     | USA  | 6:51.41 |
| 6      | Anatoli Mentyrev Nikolai Soerov Aleksej Misjin Boris Doejoenov Viktor Michejev (stuurman)  | URS  | 7:00.00 |
| 7      | Reinhold Batschi Petre Ceapura Ştefan Tudor Francisc Papp Ladislau Lovrenchi (stuurman)    | ROU  | 6:46.68 |
| 8      | Hugo Aberastegui José Robledo Juan Gómez Guillermo Segurado Rolando Locatelli (stuurman)   | ARG  | 6:50.54 |

### acht
| rang   | sporters | land | tijd    |
| ------ | --- | ---- | ------- |
| Goud   | Horst Meyer Dirk Schreyer Rüdiger Henning Wolfgang Hottenrott Lutz Ulbricht Egbert Hirschfelder Jörg Siebert Niko Ott Gunther Tiersch (stuurman)                             | FRG  | 6:07.00 |
| Zilver | Alfred Duval Michael Morgan Joseph Fazio Peter Dickson David Douglas John Ranch Gary Pearce Robert Shirlaw Alan Grover (stuurman)                                            | AUS  | 6:07.98 |
| Brons  | Zigmas Joekna Antanas Bagdanavičius Vladimir Sterlik Juozas Jagelavičius Aleksandr Martysjkin Vytautas Briedis Valentin Kravtsjoek Viktor Soeslin Joeri Lorentson (stuurman) | URS  | 6:09.11 |
| 4      | Alan Webster Wybo Veldman Alistair Dryden John Hunter Mark Brownlee John Gibbons Thomas Just Gilbert Cawood Robert Page (stuurman)                                           | NZL  | 6:10.43 |
| 5      | Vladimir János Otakar Mareček Jan Walisch Pavel Svojanovský Karel Kolesa Oldřich Svojanovský Otakar Mareček Petr Čermák Jiří Pták (stuurman)                                 | TCH  | 6:12.17 |
| 6      | Stephen Brooks Curtis Canning Andrew Larkin Scott Steketee Franklin Hobbs Jacques Fiechter Cleve Livingstone David Higgins Paul Hoffman (stuurman)                           | USA  | 6:14.34 |
| 7      | Günter Bergau Klaus-Dieter Bähr Claus Wilke Peter Gorny Reinhard Zerfowski Peter Hein Manfred Schneider Peter Prompe Karl-Heinz Danielowski (stuurman)                       | GDR  | 6:11.69 |
| 8      | Maarten Kloosterman Piet Bon Eric Niehe Jaap Reesink Gee van Enst Jan Steinhauser Eric Wesdorp Jan van Laarhoven Arthur Koning (stuurman)                                    | NED  | 6:14.18 |

## Medaillespiegel
| rang   | land                     | goud | zilver | brons | totaal |
| ------ | ------------------------ | ---- | ------ | ----- | ------ |
| 1      | DDR                      | 2    | 1      | 0     | 3      |
| 2      | Nederland                | 1    | 2      | 0     | 3      |
| 3      | Bondsrepubliek Duitsland | 1    | 1      | 0     | 2      |
| 4      | Italië                   | 1    | 0      | 1     | 2      |
| 4      | Sovjet-Unie              | 1    | 0      | 1     | 2      |
| 6      | Nieuw-Zeeland            | 1    | 0      | 0     | 1      |
| 7      | Verenigde Staten         | 0    | 1      | 1     | 2      |
| 8      | Australië                | 0    | 1      | 0     | 1      |
| 8      | Hongarije                | 0    | 1      | 0     | 1      |
| 10     | Denemarken               | 0    | 0      | 2     | 2      |
| 11     | Argentinië               | 0    | 0      | 1     | 1      |
| 11     | Zwitserland              | 0    | 0      | 1     | 1      |
| totaal | totaal                   | 7    | 7      | 7     | 21     |

Parijs 1900 · 
St. Louis 1904 · 
Londen 1908 · 
Stockholm 1912 · 
Antwerpen 1920 · 
Parijs 1924 · 
Amsterdam 1928 · 
Los Angeles 1932 · 
Berlijn 1936 · 
Londen 1948 · 
Helsinki 1952 · 
Melbourne 1956 · 
Rome 1960 · 
Tokio 1964 · 
Mexico-stad 1968 · 
München 1972 · 
Montréal 1976 · 
Moskou 1980 · 
Los Angeles 1984 · 
Seoel 1988 · 
Barcelona 1992 · 
Atlanta 1996 · 
Sydney 2000 · 
Athene 2004 · 
Peking 2008 · 
Londen 2012 · 
Rio de Janeiro 2016 · 
Tokio 2020 · 
Parijs 2024 ·  
Los Angeles 2028 
Medaillewinnaars
Atletiek · Basketbal · Boksen · Gewichtheffen · Hockey · Kanovaren · Moderne vijfkamp · Paardensport · Pelota (demonstratie) · Roeien · Schermen · Schietsport · Schoonspringen · Tennis (demonstratie) · Turnen · Voetbal · Volleybal · Waterpolo · Wielersport · Worstelen · Zeilen · Zwemmen